# Крылов, Пётр Петрович
Пётр Петрович Крылов (14 декабря 1859, Поречский уезд, Смоленская губерния — после 1930) — врач, депутат Государственной думы I созыва от города Самары

## Биография

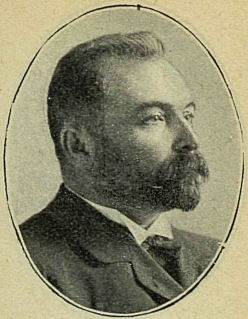
П. П. Крылов

Родился в семье станового пристава. Окончил Владимирскую гимназию. В 1883 году окончил медицинский факультет Московского университета. В 1881 был арестован и заключён в Бутырскую тюрьму за участие в студенческих волнениях. После окончания университета в течение 2 лет работал врачом в Бузулуке, затем служил ординатором Самарской губернской земской больницы. Землевладелец Самарского узда. В 1891—1892 гг. во время кампании по борьбе с голодом председатель частного кружка по оказанию помощи голодающим. Организовывал на личные средства столовые и приюты. В 1893 один из организаторов и лекторов систематических народных чтений, проходящих в здании Самарской городской думы и драматического театра. С 1896 г. заведующий Бактериологическим институтом Самарского губернского земства.
Во время русско-японской войны добровольно отправился на фронт с самарским отрядом Красного креста и пробыл там 1 год 4 месяца, работал врачом в Никольске-Уссурийском и Хабаровске. Публиковал статьи в журналах «Врач», «Вестник общественной гигиены», «Русское богатство», «Вестник Европы», «Вестнике воспитания», в газетах «Самарская газета», «Самарский курьер», «Русские ведомости», «Волжский Вестник». Член самарских научных объединений, обществ взаимопомощи и благотворительных организаций. Неоднократно избирался председателем местного Общества взаимопомощи книгопечатников. Член Конституционно-демократической партии, принял участие в организации Самарской группы конституционных-демократов. Был товарищем председателя губернского комитета партии кадетов.
15 апреля 1906 избран в Государственную думу I созыва от съезда городских избирателей города Самары. Вошёл в состав Конституционно-демократической фракции. Член Комиссии по исполнению государственной росписи доходов и расходов. Подписал законопроекты: «42-х» по аграрному вопросу, «О гражданском равенстве». Выступал при обсуждении ответного адреса, а также по вопросам о гражданском равенстве, о продовольственной помощи населению. После роспуска Думы вернулся в Самарскую губернию.
10 июля 1906 года в г. Выборге подписал «Выборгское воззвание» и осуждён по ст. 129, ч. 1, п. п. 51 и 3 Уголовного Уложения, приговорён к 3 месяцам тюрьмы и лишён права баллотироваться на любые выборные должности.
В советское время П. П. Крылов возглавлял Самарский научно-исследовательский институт микробиологии, стал доктором медицинских наук. Он оставался директором этого института вплоть до 1930 года. Точная дата смерти П. П. Крылова неизвестна.

## Розыгрыш?
18 июля 1922 года в парижской эмигрантской газете "Последние новости" вышла заметка о том, что известный самарский врач П. П. Крылов стал жертвой каннибализма. Подоплёкой сообщения, по-видимому, были активные действия Крылова по спасению людей во время голода 1891—1892 гг. К сожалению, эти сведения без надлежащей проверки вошли в некоторые солидные современные справочники.